# Panurus
Panurus is een geslacht van zangvogels uit de familie Panuridae.

## Soorten
Het geslacht kent de volgende soorten:
- Panurus biarmicus – Baardman